# 野球拳
野球拳（やきゅうけん）とは、歌い踊りながらじゃんけんをするお座敷遊び・宴会芸・郷土芸能である。
三味線と太鼓を伴奏に合わせて歌い踊り、じゃんけんで勝敗を決する遊戯であるが、テレビのバラエティ番組などの影響で「じゃんけんで負けた相手の服を脱がせるゲーム」という本来の趣旨とは異なった認識が一部に広まっている（後述）。

## 本家野球拳

### 由来と歴史
1924年（大正13年）10月、高松市北部の屋島グラウンド完成記念に近隣の実業団野球大会が開かれ、松山から伊予鉄道電気（後の伊予鉄道、以後伊予鉄と表記）が参加した。伊予鉄野球部は高商クラブ（香川県立高松商業学校（現・香川県立高松商業高等学校）OB）と試合を行ったが、0-8で敗れた。その夜高松市内の旅館にて懇親会が開かれ、各チームは隠し芸を披露したが、その中でも高松勢は芸達者揃いだった。一層落ち込む伊予鉄チームだったが、当時伊予鉄野球部のマネージャーをしていた川柳作家の前田伍健が即興で『元禄花見踊』アレンジの作詞・振付けを行い、伊予鉄チームは歌と三味線に合わせて選手全員がユニホーム姿で踊った。この芸が大いに受け伊予鉄チームは面目一新、これが野球拳の始まりとなった。（なおこの時はじゃんけんではなく狐拳であったが、1947年（昭和22年）の伊予鉄忘年会でじゃんけんに改められた）。
松山に戻った一行は、地元料亭で開かれた「残念会」でもこの芸を披露した。以後宴会芸の定番となり、伊予鉄野球部が遠征するたびに野球拳が披露され普及の一助となった。
1954年（昭和29年）には、野球拳の歌がレコード化され（若原一郎 & 照菊「野球けん」（キング）、久保幸江 & 高倉敏「野球拳」（日本コロムビア）、青木はるみ「野球けん」（日本ビクター）の競作）、ブームとなった。この時、他地区との間で本家争いが発生したが、黎明期に松山の料亭で撮影された野球拳の写真が決め手となり、野球拳の詞は前田伍健の著作物として認知されることになった。
宴会芸としての野球拳の知名度が上がっていく中、一部にはじゃんけんに負けた際の罰ゲームとして酒を飲んだり服を脱いだりするといった例も見られた。それらに心を痛めた俳人の富田狸通（伊予鉄出身で前田の後輩にあたる）は、昭和40年代、本来の野球拳を伝えようと前田を宗家とする家元制度を作り、富田がその初代家元として野球拳普及に努め、前田作の1番の歌詞に加え、2～4番の歌詞作成を行った。
その後、富田の友人で伊予鉄社会人野球選手の後藤二郎が二代目家元を務め、1989年（平成元年）には歌手の澤田藤静が三代目家元に、2002年（平成14年）からは、澤田の息子であり和太鼓奏者の澤田剛年が現四代目家元を務める。
また野球拳は「松山まつり」でも取り入れられ、1970年（昭和45年）から各団体の連（踊りのグループ）が街を練り歩くようになった、松山市制百周年記念の1989年（平成元年）からはサンバ調の野球サンバも加わるようになった。なお、松山まつりは2022年（令和4年）より「松山野球拳おどり」と改名している。また、1969年（昭和44年）からは松山城で本家野球拳全国大会が行われている。
2020年（令和2年）、松山市と松山商工会議所は、名称が勝手に使われてブランドイメージを下げることを防ぎたいとして「野球拳おどり」の商標登録を出願、翌2021年（令和3年）に認められている（第6434383号）。

### ルール
通常は3人一組による団体戦で行なわれる。
1. 双方1名ずつが前へ出て対峙する。行司の「プレイボール!」の掛け声とともに競技開始。
2. 三味線と太鼓の伴奏に合わせて歌い踊る。
3. 「ランナになったらえっさっさ」で相手と場所を移動する。
4. 歌の終盤で「アウト! セーフ!」のかけ声に合わせて、野球の塁審のジェスチャーをする。
5. 「よよいのよい!」でグーを出す。
6. そして「じゃんけんぽん」の掛け声と共に手を出す。あいこの場合は決着がつくまで「あいこでぽん」と繰り返す。
7. じゃんけんの勝負が決したら、「へぼのけ、へぼのけ、おかわりこい」（伊予弁で「へぼ」は下手な奴を、「のけ」は「どけ」を意味する）のお囃子と共に負けた者は退場し、次の者に交替する。
8. 2に戻り、一方の選手が全て敗れた時点で3アウトでゲームセットとなる。

一般的に「よよいのよい!」でじゃんけんをすると思われているが、松山で行われる野球拳全国大会の公式ルールではグーを出さなければ失格となる。じゃんけんの手を出すのはその後の「じゃんけんぽん」でお互いが勝負をする。あいこの場合も「あいこでぽん」が公式ルールである。テレビのバラエティ番組などで行われる、最初のくだりだけを歌い即刻じゃんけんに入るようなケースは誤りである。

## メディアにおける野球拳
野球拳としては上述した松山本家の野球拳が本来の姿であるが、その後お座敷芸として全国的に広まり、昭和30年代（1955年 - 1964年）にはじゃんけんで負けたら脱衣するというルールが一部に散見された。文化放送のラジオ番組で行ったところ物議を醸し、以後放送自粛となったこともあった。なお、じゃんけんで負けたら脱衣する遊び自体は、「甲子夜話」の1719年頃の記事にも掲載されるなど遊郭では昔からあった。
1969年（昭和44年）には、日本テレビのバラエティ番組『コント55号の裏番組をぶっとばせ!』にて、負けたら服を脱ぐ罰ゲームとして野球拳が行われ、誤った認識が広まった。また同年の子供向けアニメ『ハクション大魔王』でも脱衣野球拳が描かれ、後年には、じゃんけんをして人間が勝つと画面上の美女が服を脱いでいくといったコンピュータゲーム作品も登場した。
なお2005年（平成17年）8月、かつての番組司会者であったコント55号の萩本欽一が松山まつりに招かれ、野球拳おどりに参加した。萩本は自身の番組について「（野球拳の）先輩に申し訳ないことをした」と四代目家元澤田剛年に謝罪し、一応の和解となった。
またキリンビール一番搾り愛媛づくりのCMにて、三代目家元澤田藤静、四代目澤田剛年らが出演し、本家野球拳について紹介した。
1992年、「探偵!ナイトスクープ」ではそもそもの由来が紹介されている。局長の上岡龍太郎は「脱がない（んだ！）」と初めて知った様子であった。

## 踊りとしての野球拳
松山では毎年8月初めに開催される「松山まつり」の一環として、野球拳踊りがある。連は阿波踊りのようにロープウエイ街から大街道を抜け千舟町まで練り歩く。最近ではロック調の野球拳踊りの曲が数種類もあり、若者らも気軽に参加出来るようになった。また、当日参加型の市民連も存在する。審査員には松山市長を始め、最近では市民審査員が新たに増えた。
野球拳踊りは松山の市民にはかなり親しまれており、松山近辺の盆踊りでは炭坑節と並んで欠かせない踊りとなっている。また、野球拳踊りの派生として誕生した野球サンバがある。野球サンバは松山まつりの一環行事として行われ、基本的に野球拳の前日に同じルートで行われる。振り付けには野球拳の一部を取り入れなければならないなど、野球拳との繋がりがきちんと出来上がっている。このサンバの曲は現在二代目であり、連は旧バージョンと新バージョンのどちらでも使用する事が出来る。
松山市と松山商工会議所は野球拳おどりのブランドイメージを守るため2020年9月から商標登録を出願しており、2021年9月に特許庁によって承認された。

## コンピュータゲーム
おもに脱衣を行う宴会芸としての野球拳が取り入れられている。
- 野球拳（制作、発売年不明1981年ごろ、MZ-700用ソフト、ハドソン）
- THE 野球拳 SPECIAL（1994年、3DO用ソフト、ソシエッタ代官山）
- THE野球拳スペシャル（1995年、セガサターン用ソフト、ソシエッタ代官山）[12]
- アイドルと野球拳（2005年、PSP用ソフト、ゲペット）
- アイドルと野球拳2ポータブル（2007年、PSP用ソフト、バグース）
- アイドルと野球拳DXポータブル（2008年、PSP用ソフト、バグース）
- 熱闘!SEXY 野球拳 ~最初はグーかもね!~（2010年、PSP用ソフト、セブンエイト）
- 野球拳 Strip Battle Days（2014年10月31日、PC用ソフト、オーバーフロー）